# Resolució 896 del Consell de Seguretat de les Nacions Unides
La Resolució 896 del Consell de Seguretat de les Nacions Unides fou adoptada per unanimitat el 31 de gener de 1994. Després de reafirmar les resolucions 849 (1993), 854 (1993), 858 (1993), 876 (1993), 881 (1993) i 892 (1993) sobre la Guerra georgiana-abkhaz i la Resolució 868 (1993) relativa a la seguretat de les forces de pau de les Nacions Unides, el Consell va considerar el possible establiment de la força de manteniment de la pau a Abkhàzia i Geòrgia i va discutir el procés de pau.
El Consell de Seguretat va acollir amb satisfacció la signatura d'un comunicat de la segona ronda de negociacions a Ginebra, en què es va destacar el memoràndum d'entesa i la importància de les dues parts per complir les seves obligacions. Les parts també estaven a favor d'una força de manteniment de la pau de les Nacions Unides o d'altres forces a la regió, amb l'autorització de les Nacions Unides. El Consell va prendre nota de les converses que se celebraran a Moscou el 8 de febrer de 1994 i la intenció del Secretari General Boutros Boutros-Ghali i del seu representant especial de convocar una nova ronda de negociacions el 22 de febrer de 1994. La gravetat de la situació a Geòrgia, on hi havia presents prop de 300.000 desplaçats d'Abkhàzia, va ser reconeguda.
Les parts van ser convocades el més aviat possible per reprendre les negociacions i van indicar la seva disposició a trobar una solució en la qual la respectiva sobirania i integritat territorial de Geòrgia havia de ser respectada. Al mateix temps, es va subratllar que cal avançar en l'estatus polític d'Abkhàzia. El mandat de la Missió d'Observació de les Nacions Unides a Geòrgia (UNOMIG) es va ampliar fins al 7 de març de 1994, amb l'objectiu d'augmentar la seva força si fos necessari.
Es van observar dues opcions proposades pel Secretari General sobre l'establiment d'una missió de manteniment de la pau a Abkhàzia, i també se li va demanar que informés sobre els progressos realitzats en la tercera ronda de negociacions i qualsevol circumstància en què es necessitaria aquesta força. Això dependrà dels progressos realitzats en les converses.
La resolució va reconèixer que tots els refugiats i persones desplaçades tenien dret a tornar i totes les parts havien de complir els seus compromisos a aquest respecte i acordar un calendari. Tots els intents de canviar la composició demogràfica d'Abkhàzia per repoblar-la amb persones no residents anteriorment van ser condemnats. Finalment, es va instar a totes les parts a respectar l'alto el foc i garantir la seguretat del personal de les Nacions Unides, i es va instar els Estats membres a qaportar donacions a Geòrgia per ajudar-la a superar les conseqüències del conflicte.